# Diaphorolepis wagneri
Diaphorolepis wagneri är en ormart som beskrevs av Jan 1863. Diaphorolepis wagneri ingår i släktet Diaphorolepis och familjen snokar. Inga underarter finns listade i Catalogue of Life.
Arten förekommer i norra Sydamerika vid västra sidan av Anderna i Colombia och Ecuador. En avskild population lever i Panama. Ormen vistas i regioner som ligger 1400 till 2300 meter över havet. Individerna vistas i fuktiga bergsskogar och de är främst nattaktiva. Honor lägger ägg.
Utbredningsområdet i Panama är en nationalpark. I andra regioner hotas beståndet av skogsavverkningar när jordbruksmark etableras eller när gruvdrift utförs. Ibland är jordbruket illegalt, bland annat när arter av kokabusksläktet (Erythroxylum) odlas. Allmänt är utbredningsområdet stort och arten observeras med jämna mellanrum. IUCN listar Diaphorolepis wagneri som livskraftig (LC).